# Temporada 1852-1853 del Liceu
| Temporada 1852-1853 del Liceu   |                                                                                                |                      |                   | |           |                                                             |
| Òpera o Sarsuela (s)            | Compositor                                                                                     | Director musical     | Director d'escena | Papers principals                                                                                  | Producció | Dates                                                       |
| Jugar con fuego                 | Francisco Asenjo Barbieri                                                                      |                      |                   | |           | 4 de novembre                                               |
| Tramoya!                        | Francisco Asenjo Barbieri                                                                      |                      |                   | |           | 19 de novembre                                              |
| Buenas noches, don Simón        | Cristóbal Oudrid                                                                               |                      |                   | |           | 26 de novembre                                              |
| Por seguir a una mujer          | Joaquín Gaztambide, Francisco Asenjo Barbieri, Cristóbal Oudrid, José Ynzenga, Rafael Hernando |                      |                   | |           | 4 de desembre                                               |
| El tío Caniyitas                | Mariano Soriano Fuertes                                                                        |                      |                   | |           | 17 de desembre                                              |
| La hermana de Pelayo            | Temistocle Solera                                                                              | Joan Baptista Dalmau |                   | Ferran Martorell, Josep Aznar, Teresa Rusmini, Josep Obiols                                        |           | 8, 9, 12, 16 i 19 de gener, 4, 22 i 28 de febrer, 9 de maig |
| El sueño de una noche de verano | Joaquín Gaztambide                                                                             |                      |                   | |           | 28 de gener                                                 |
| Ernani                          | Giuseppe Verdi                                                                                 | Mateu Ferrer         |                   | Alberti-Solani, Josefa Gorriche, Natale Perelli, Reina, Camillo Fedrighini, Josep Obiols, Fraguell |           | 5, 8 i 20 de febrer                                         |
| La tapada del Retiro            | Nicolau Manent                                                                                 |                      |                   | Josep Aznar, Ignasi Cabot, José Sanz, Concepción Samaniego, Teresa Rusmini, Eduardo Sánchez        |           | 26 de febrer                                                |
| Nabucco                         | Giuseppe Verdi                                                                                 | Mateu Ferrer         |                   | |           | 12 de març                                                  |
| El Valle de Andorra             | Joaquín Gaztambide                                                                             |                      |                   | |           |                                                             |
| I due Foscari                   | Giuseppe Verdi                                                                                 | Mateu Ferrer         |                   | Alberto-Solani, Josefa Gorriche, Font, Reina, Camillo Fedrighini, Fraguell                         |           | 2 d'abril                                                   |
| Buen viaje, don simón           | Mariano Soriano Fuertes, Nicolau Manent, Temistocle Solera, Bernardo Calvó Puig                |                      |                   | |           | 1 de maig                                                   |
| El estreno de una artista       | Joaquín Gaztambide                                                                             |                      |                   | |           | 19 de maig                                                  |
| La mensajera                    | Joaquín Gaztambide                                                                             |                      |                   | |           | 19 de juny                                                  |